# Альмасуль
Альмасуль (ісп. Almazul) — муніципалітет в Іспанії, входить у провінцію Сорія у складі автономного співтовариства Кастилія-і-Леон. Муніципалітет розташований у складі района (комарки) Кампо-де-Гомара. Площа 67,86 км². Населення 121 чоловік (на 2006 рік).

Розташування Альмасуль на мапі провінції Сорія